# Chỉ có thể là yêu (phim truyền hình Việt Nam)
Chỉ có thể là yêu là một bộ phim truyền hình được thực hiện bởi Trung tâm Phim truyền hình Việt Nam, Đài Truyền hình Việt Nam do Vũ Minh Trí làm đạo diễn. Phim được chuyển thể từ tiểu thuyết cùng tên của tác giả Hân Như. Phim phát sóng vào lúc 21h10 thứ 2, 3, 4 hàng tuần bắt đầu từ ngày 31 tháng 12 năm 2013 và kết thúc vào ngày 12 tháng 3 năm 2014 trên kênh VTV3.

## Nội dung
Chỉ có thể là yêu xoay quanh câu chuyện tình của Hải Long (Việt Anh) - một công tử nhà giàu có sở thích chơi môtô phân khối lớn và Thảo Nhi (Linh Phương) – cô sinh viên có hoàn cảnh đầy éo le. Hải Long và Thảo Nhi tuy sống trong hai thế giới hoàn toàn khác biệt nhau nhưng họ lại gặp gỡ và yêu nhau như định mệnh. Dù vậy tình yêu của họ cũng trải qua muôn vàn sóng gió thử thách khi Hải Long là chàng trai sống khép kín với những vết thương lòng trong quá khứ, đồng thời bản thân Thảo Nhi ở cô cũng có những nỗi khổ tâm riêng khó tỏ bày. Bên cạnh đó, Huy Khánh (Hồng Đăng) và Tú Linh (Thạch Thu Huyền) – những người trong hội bạn với Huy Long cùng có sở thích chơi môtô phân khối lớn cũng vì một tình huống bất ngờ mà đã bắt đầu rơi vào lưới tình của nhau...

## Diễn viên
- Việt Anh trong vai Hải Long[8]
- Linh Phương trong vai Thảo Nhi[9]
- Hồng Đăng trong vai Huy Khánh
- Thạch Thu Huyền trong vai Tú Linh
- NSND Minh Hòa trong vai Mẹ Long
- NSƯT Trần Đức trong vai Bố Long
- Trần Chí Trung trong vai Tùng
- Vũ Thu Hoài trong vai Trang
- Thu Phương trong vai Thùy
- Bảo Thanh trong vai Ngọc
- Thu Thuận trong vai Thu
- NSƯT Thế Bình trong vai Ông Quý
- Phạm Minh Phương trong vai Bà Bích
- Thanh Sơn trong vai Duy
- Trí Tuệ trong vai Phương

Cùng một số diễn viên khác....

## Ca khúc trong phim
Bài hát trong phim là ca khúc "Chỉ có thể là yêu" do sáng tác Phùng Tiến Minh sáng tác và thể hiện.

## Giải thưởng
| Năm  | Giải thưởng  | Hạng mục                  | (Người) đề cử | Kết quả | Tham khảo |
| ---- | ------------ | ------------------------- | ------------- | ------- | --------- |
| 2014 | Ấn tượng VTV | Phim truyền hình ấn tượng | —             | Đề cử   | [ 11 ]    |